# Agnostopelma tota
Pour les articles homonymes, voir Tota.
Espèce
Agnostopelma tota est une espèce d'araignées mygalomorphes de la famille des Theraphosidae.

## Distribution
Cette espèce est endémique du département de Boyacá en Colombie,.

## Description
Le mâle holotype mesure 17,9 mm et la femelle paratype 24,1 mm.

## Publication originale
- Pérez-Miles & Weinmann, 2010 : Agnostopelma: a new genus of tarantula without a scopula on leg IV (Araneae: Theraphosidae: Theraphosinae). Journal of Arachnology, vol. 38, no 1, p. 104-112 (texte intégral).